# Сулейман II Арслан-хан
Сулейман II Арслан-хан (д/н — 1056) — последний великий каган единого Государства караханидов и 1-й каган Восточно-Караханидского ханства, которое образовалось после распада во время правления. Полное имя — Шараф ад-Даула Сулейман II Арсланхан ибн Юсуф.

## Биография
Происходил из гасанидской ветви династии Караханидов. Сын великого кагана Юсуфа, унаследовавший его трон в 1032 году. По решению отца отдал брату Мухаммаду во владение города Тараз, Исфиджаб, Шаш. При этом сохранил за дядей Шихабом ад-Дином Сулейманом Узген вместе с Ферганой. Кроме того, предоставил ему титул «кадыр-хана» и поручил борьбу с другим дядей — Али-тегином, правителем Бухары и Самарканда.
Ситуация изменилась в 1038 году, когда Шихаб ад-Дин Сулейман погиб в борьбе с Ибрагимом ибн Насром, который завладел Бухарой и Самаркандом. В 1040 году владения Ибрагима окончательно оформились в самостоятельное государство, а Сулейман II сумел сохранить лишь восточные земли. Вскоре против него восстал брат Мухаммад, свергнувший Сулеймана II в 1056 году.